# Hexodon montandoni
Hexodon montandoni är en skalbaggsart som beskrevs av Jean Baptiste Lucien Buquet 1840. Hexodon montandoni ingår i släktet Hexodon och familjen Dynastidae. Inga underarter finns listade i Catalogue of Life.